# Malapterurus gossei
 Malapterurus gossei es una especie de peces de la familia Malapteruridae en el orden de los Siluriformes.

## Morfología
• Los machos pueden llegar alcanzar los 56 cm de longitud total y las hembras 42.
- Número de  vértebras: 44-45.[1][2]

## Hábitat
Es un pez de agua dulce.

## Distribución geográfica
Se encuentran en África: cuenca del río Congo.